# Autodromo di Pergusa
L'Autodromo di Pergusa és un circuit de curses que envolta l'únic llac natural de Sicília, el llac Pergusa. El circuit també es coneix com a Enna-Pergusa, ja que el llac es troba prop de la ciutat d'Enna.

## Història

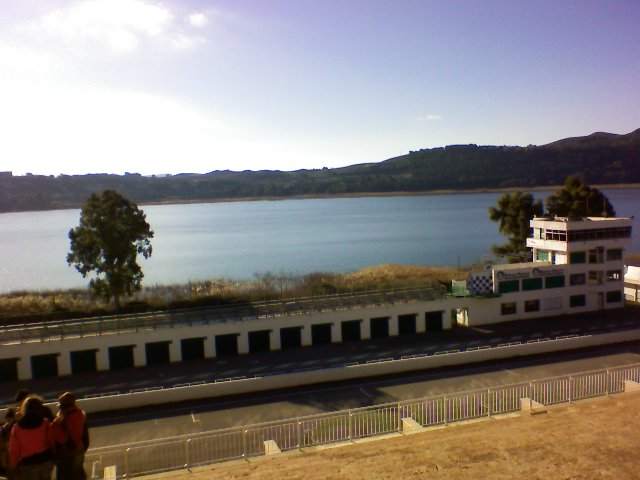
Vistes del llac darrere la torre de control

Durant la dècada del 1960, el circuit va acollir diverses curses d'automòbils esportius com ara la Coppa Città di Enna i més tard, a la dècada del 1970, la Coppa Florio. També va acollir una cursa de Fórmula 1 fora de campionat, el Gran Premi del Mediterrani. El 1989 s'hi va celebrar la prova italiana del Campionat del Món de Superbike. A la dècada del 1990, la pista es va actualitzar i va acollir curses del Campionat de la FIA de Sport Prototips, el Campionat FIA GT i la Fórmula 3000. El 1997, va acollir el Festival Ferrari.
El 2012, el circuit va acollir la darrera ronda de les Superstars Series i les International GTSprint Series. Del 2013 al 2015, a Pergusa s'hi va celebrar una prova de la Copa d'Europa de turismes i el 2015, una de les TCR Italian Series.
Sovint, la pols i el caràcter abrasiu de la pista tendien a fer que la superfície fos molt relliscosa. Les curses de Fórmula 3000, en particular, eren conegudes per la seva poc exigent organització i sistema de classificació.

## La Coppa Florio
A partir de 1974, la Coppa Florio, una de les curses de motor més antigues del món, va revifar com a cursa de cotxes esportius a Pergusa. La cursa va puntuar per al Campionat del Món de Sport prototips en la majoria de les edicions a partir de 1975. L'última edició d'aquesta cursa a Pergusa va ser la de 1981.
El 2020, l'entitat gestora de les 24H Series, Creventic, va organitzar una cursa de 12 hores al circuit en una prova de dos dies, del 10 a l'11 d'octubre, com a part del campionat del 2020 en què va recuperar el nom de "Coppa Florio".